# Obalufon Ogbogbodirin
Obalufon Ogbogbodirin ou Ọbalùfọ̀n II (également connu sous le nom d'Osangangan Obamakin), est le deuxième Ooni d'Ife, chef suprême traditionnel de l'Empire Ife, la maison ancestrale des Yorubas.
Il succéda à Oduduwa et fut remplacé par son fils, Obalufon Alayemore.